# Olympische Sommerspiele 2004/Leichtathletik – Hammerwurf (Frauen)
Der Hammerwurf der Frauen bei den Olympischen Spielen 2004 in Athen wurde am 23. und 25. August 2004 im Olympiastadion Athen ausgetragen. 47 Athletinnen nahmen teil.
Olympiasiegerin wurde Olga Kusenkowa aus Russland. Sie gewann vor den beiden Kubanerinnen Yipsi Moreno und Yunaika Crawford.
Mit Andrea Bunjes, Betty Heidler und Susanne Keil gingen drei deutsche Teilnehmerinnen an den Start. Heidler und Bunjes erreichten das Finale, in dem Heidler Rang vier und Bunjes Rang elf belegte. Keil schied in der Qualifikation aus.

Athletinnen aus der Schweiz, Österreich und Liechtenstein waren nicht unter den Teilnehmerinnen.

## Aktuelle Titelträgerinnen
| Olympiasiegerin 2000                      | Kamila Skolimowska ( Polen)                | 71,16 m                                    | Sydney 2000        |
| Weltmeisterin 2003                        | Yipsi Moreno ( Kuba)                       | 73,33 m                                    | Paris 2003         |
| Europameisterin 2002                      | Olga Kusenkowa ( Russland)                 | 72,94 m                                    | München 2002       |
| Panamerikanische Meisterin 2003           | Yipsi Moreno ( Kuba)                       | 74,25 m                                    | Santo Domingo 2003 |
| Zentralamerika und Karibik-Meisterin 2003 | Wettbewerb nicht im Meisterschaftsprogramm | Wettbewerb nicht im Meisterschaftsprogramm | St. George’s 2003  |
| Südamerika-Meisterin 2003                 | Katiuscia de Jesus ( Brasilien)            | 61,01 m                                    | Barquisimeto 2003  |
| Asienmeisterin 2003                       | Gu Yuan ( Volksrepublik China)             | 70,78 m                                    | Manila 2003        |
| Afrikameisterin 2004                      | Marwa Hussein ( Ägypten)                   | 66,14 m                                    | Brazzaville 2004   |
| Ozeanienmeisterin 2002                    | Sharyn Tennent ( Australien)               | 54,63 m                                    | Christchurch 2002  |

## Rekorde

### Bestehende Rekorde
| Weltrekord         | 76,07 m | Mihaela Melinte ( Rumänien) | Rüdlingen, Schweiz           | 29. August 1999    |
| Olympischer Rekord | 71,16 m | Kamila Skolimowska ( Polen) | Finale OS Sydney, Australien | 29. September 2000 |

### Rekordverbesserungen
In dieser noch jungen Disziplin wurde der bestehende olympische Rekord viermal verbessert. Darüber hinaus gab es zwei Landesrekorde.
- Olympische Rekorde:
  - 71,65 m – Gu Yuan (Volksrepublik China), Qualifikation am 23. August, erster Versuch
  - 73,71 m – Olga Kusenkowa (Russland), Qualifikation am 23. August, erster Versuch
  - 74,27 m – Olga Kusenkowa (Russland), Finale am 25. August, zweiter Versuch
  - 75,02 m – Olga Kusenkowa (Russland), Finale am 25. August, dritter Versuch
- Landesrekorde:
  - 69,94 m – Candice Scott (Trinidad und Tobago), Finale am 25. August, zweiter Versuch
  - 72,73 m – Betty Heidler (Deutschland), Finale am 25. August, dritter Versuch

## Legende
Kurze Übersicht zur Bedeutung der Symbolik – so üblicherweise auch in sonstigen Veröffentlichungen verwendet:
| – | verzichtet |
| x | ungültig   |

Anmerkungen:
- Alle Zeitangaben sind auf Ortszeit Athen (UTC+2) bezogen.
- Alle Weiten sind in Metern (m) angegeben.

## Qualifikation
Die Qualifikation wurde in zwei Gruppen durchgeführt. Elf Athletinnen (hellblau unterlegt) übertrafen die direkte Finalqualifikationsweite von 68,50 m. Damit war die Mindestanzahl von zwölf Finalteilnehmerinnen nicht erfüllt. So wurde das Finalfeld mit der nächstbesten Werferin (hellgrün unterlegt) beider Gruppen auf zwölf Wettbewerberinnen aufgefüllt. Für die Teilnahme waren schließlich 68,27 m zu erbringen.

### Gruppe A

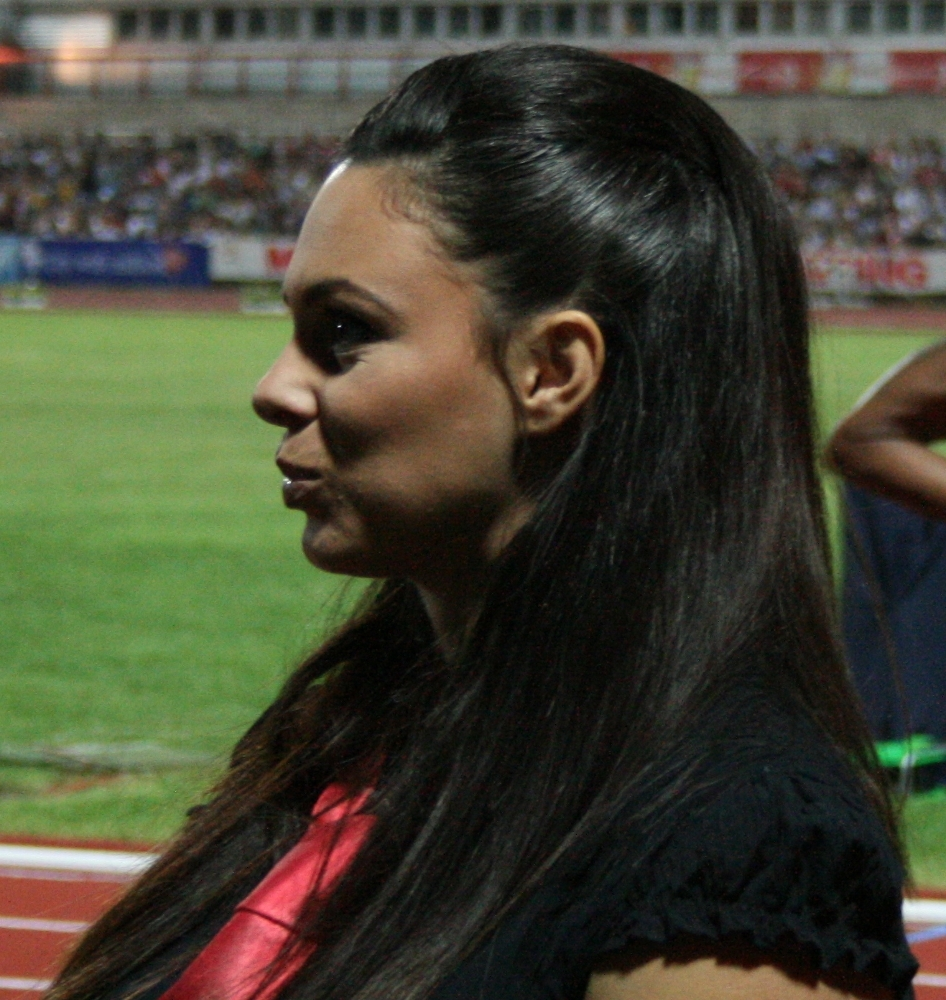
Ivana Brkljačić – ausgeschieden mit 68,21 m

23. August 2004, 9:05 Uhr
| Platz | Name                | Nation              | 1. Versuch | 2. Versuch | 3. Versuch | Weite | Anmerkung |
| ----- | ------------------- | ------------------- | ---------- | ---------- | ---------- | ----- | --------- |
| 1     | Gu Yuan             | Volksrepublik China | 71,65 OR   | –          | –          | 71,65 | OR        |
| 2     | Irina Sekatschowa   | Ukraine             | 66,57      | 71,63      | –          | 71,63 |           |
| 3     | Andrea Bunjes       | Deutschland         | 70,73      | –          | –          | 70,73 |           |
| 4     | Yipsi Moreno        | Kuba                | 70,56      | –          | –          | 70,56 |           |
| 5     | Kamila Skolimowska  | Polen               | 67,29      | 68,66      | –          | 68,66 |           |
| 6     | Ivana Brkljačić     | Kroatien            | 63,21      | 68,21      | 68,15      | 68,21 |           |
| 7     | Jelena Konewzewa    | Russland            | 66,88      | 67,83      | x          | 67,83 |           |
| 8     | Katalin Divós       | Ungarn              | 67,39      | 67,64      | x          | 67,64 |           |
| 9     | Julianna Tudja      | Ungarn              | 62,80      | 65,94      | 66,85      | 66,85 |           |
| 10    | Erin Gilreath       | USA                 | 66,71      | 65,46      | 66,52      | 66,71 |           |
| 11    | Berta Castells      | Spanien             | 64,30      | x          | 66,05      | 66,05 |           |
| 12    | Maryia Smaliachkova | Belarus             | 65,68      | 65,31      | x          | 65,68 |           |
| 13    | Ester Balassini     | Italien             | 00x        | 54,97      | 65,58      | 65,58 |           |
| 14    | Yuka Murofushi      | Japan               | 65,33      | x          | 63,42      | 65,33 |           |
| 15    | Clarissa Claretti   | Italien             | 62,43      | x          | 65,06      | 65,06 |           |
| 16    | Bronwyn Eagles      | Australien          | 00x        | 64,09      | x          | 64,09 |           |
| 17    | Brooke Krueger      | Australien          | 63,00      | x          | 63,88      | 63,88 |           |
| 18    | Vânia Silva         | Portugal            | 63,81      | 61,77      | 61,44      | 63,81 |           |
| 19    | Evdokia Tsamoglou   | Griechenland        | 57,56      | 62,76      | x          | 62,76 |           |
| 20    | Shirley Webb        | Großbritannien      | 61,60      | x          | x          | 61,60 |           |
| 21    | Lucie Vrbenská      | Tschechien          | 00x        | 60,14      | 60,29      | 60,29 |           |
| 22    | Jennifer Dahlgren   | Argentinien         | 00x        | x          | 59,52      | 59,52 |           |
| 23    | Sanja Gavrilović    | Kroatien            | 56,79      | x          | x          | 56,79 |           |
| NM    | Elena Teloni        | Zypern              | 00x        | x          | x          | ogV   |           |

Weitere in Qualifikationsgruppe A ausgeschiedene Hammerwerferinnen:

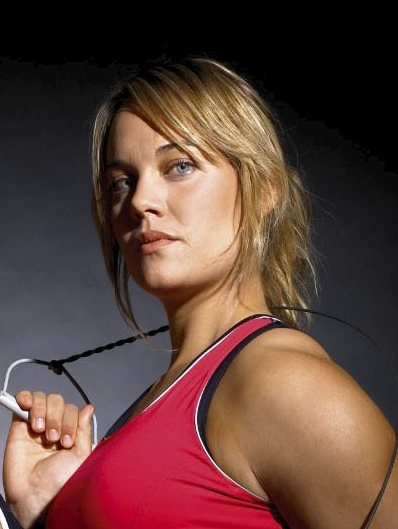
Berta Castells – 66,05 m
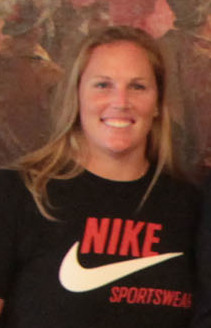
Jennifer Dahlgren – 59,52 m

### Gruppe B

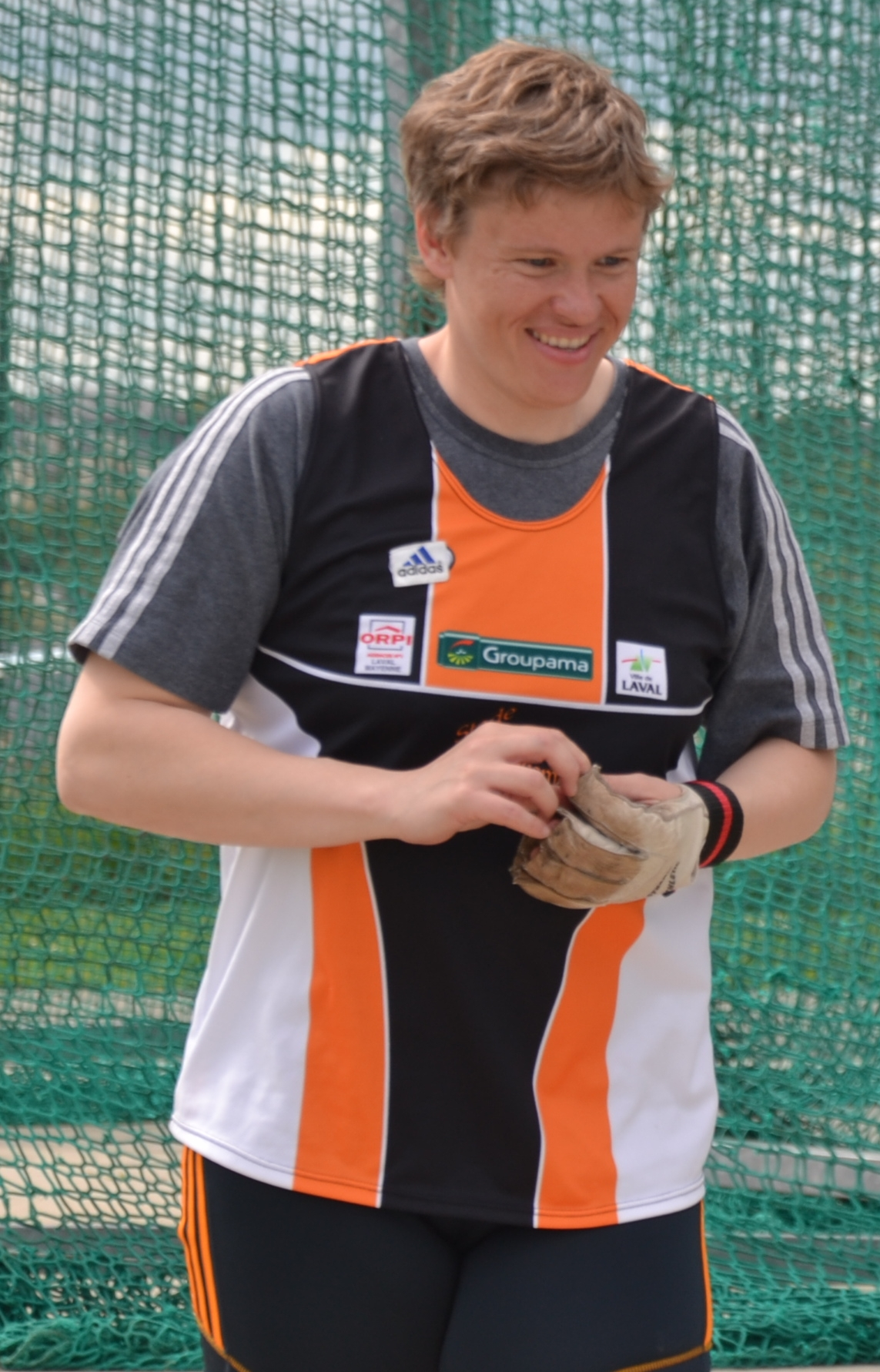
Manuela Montebrun – ausgeschieden mit 67,90 m

23. August 2004, 10:50 Uhr
| Platz | Name                   | Nation              | 1. Versuch | 2. Versuch | 3. Versuch | Weite | Anmerkung |
| ----- | ---------------------- | ------------------- | ---------- | ---------- | ---------- | ----- | --------- |
| 1     | Olga Kusenkowa         | Russland            | 73,71 OR   | –          | –          | 73,71 | OR        |
| 2     | Yunaika Crawford       | Kuba                | 71,74      | x          | x          | 71,74 |           |
| 3     | Zhang Wenxiu           | Volksrepublik China | 71,56      | x          | x          | 71,56 |           |
| 4     | Betty Heidler          | Deutschland         | 66,20      | 69,81      | x          | 69,81 |           |
| 5     | Wolha Zander           | Belarus             | 66,20      | x          | 69,61      | 69,61 |           |
| 6     | Alexandra Papayeoryiou | Griechenland        | 64,59      | 68,58      | x          | 68,58 |           |
| 7     | Candice Scott          | Trinidad und Tobago | 00x        | 66,97      | 68,27      | 68,27 |           |
| 8     | Liu Yinghui            | Volksrepublik China | 66,67      | 66,30      | 68,12      | 68,12 |           |
| 9     | Manuela Montebrun      | Frankreich          | 64,31      | 67,74      | 67,90      | 67,90 |           |
| 10    | Tatjana Lyssenko       | Russland            | 00x        | 65,57      | 66,82      | 66,82 |           |
| 11    | Susanne Keil           | Deutschland         | 66,35      | x          | x          | 66,35 |           |
| 12    | Sini Poyry             | Finnland            | 66,05      | x          | 64,35      | 66,05 |           |
| 13    | Éva Orbán              | Ungarn              | 65,76      | 63,68      | 63,31      | 65,76 |           |
| 14    | Anna Mahon             | USA                 | 64,11      | 64,99      | 64,65      | 64,99 |           |
| 15    | Lorraine Shaw          | Großbritannien      | 63,06      | 63,13      | 64,79      | 64,79 |           |
| 16    | Swjatlana Sudak        | Belarus             | 00x        | x          | 64,42      | 64,42 |           |
| 17    | Violeta Guzmán         | Mexiko              | 62,76      | 58,18      | 61,45      | 62,76 |           |
| 18    | Aldenay Vasallo        | Kuba                | 62,64      | 60,71      | 61,08      | 62,64 |           |
| 19    | Marwa Hussein          | Ägypten             | 62,27      | x          | 57,24      | 62,27 |           |
| 20    | Jackie Jeschelnik      | USA                 | 58,00      | x          | 62,23      | 62,23 |           |
| 21    | Stiliani Papadoupolou  | Griechenland        | 61,48      | 61,61      | x          | 61,61 |           |
| 22    | Deborah Sosimenko      | Australien          | 00x        | 57,79      | 57,62      | 57,79 |           |
| 23    | Marina Lapina          | Aserbaidschan       | 55,34      | 50,60      | x          | 55,34 |           |
| NM    | Lisa Misipeka          | Amerikanisch-Samoa  | 00x        | x          | x          | ogV   |           |

Weitere in Qualifikationsgruppe B ausgeschiedene Hammerwerferinnen:

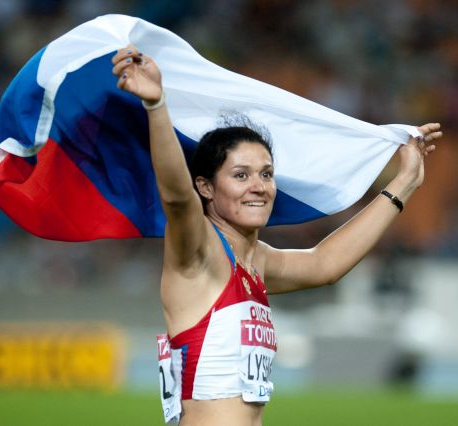
Tatjana Lyssenko (hier nach ihrem WM-Titel 2011) – 66,82 m
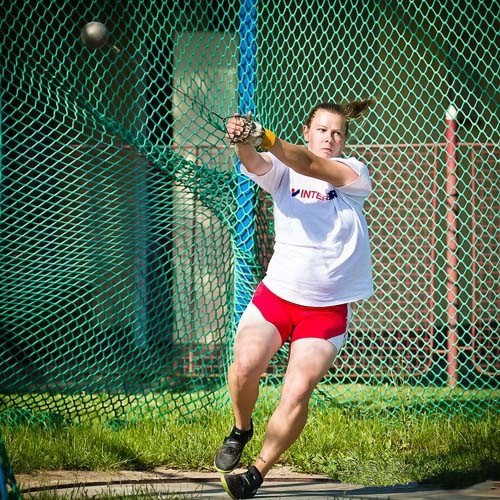
Éva Orbán – 65,76 m

## Finale
25. August 2004, 22:10 Uhr
| Platz | Name                   | Nation              | 1. Versuch | 2. Versuch | 3. Versuch | 4. Versuch                                  | 5. Versuch                                  | 6. Versuch                                  | Endresultat | Anmerkung |
| ----- | ---------------------- | ------------------- | ---------- | ---------- | ---------- | ------------------------------------------- | ------------------------------------------- | ------------------------------------------- | ----------- | --------- |
| 1     | Olga Kusenkowa         | Russland            | 73,18      | 74,27 OR   | 75,02 OR   | x                                           | 72,60                                       | 74,92                                       | 75,02       | OR        |
| 2     | Yipsi Moreno           | Kuba                | x          | 72,68      | 00x        | x                                           | 73,36                                       | x                                           | 73,36       |           |
| 3     | Yunaika Crawford       | Kuba                | 70,98      | 71,43      | 73,16      | x                                           | x                                           | 70,06                                       | 73,16       |           |
| 4     | Betty Heidler          | Deutschland         | x          | 67,71      | 72,73 DR   | 72,41                                       | 70,21                                       | 68,49                                       | 72,73       | DR        |
| 5     | Kamila Skolimowska     | Polen               | 69,51      | 68,50      | 72,57      | x                                           | x                                           | 67,06                                       | 72,57       |           |
| 6     | Wolha Zander           | Belarus             | 66,91      | 70,15      | 72,27      | 65,01                                       | x                                           | 68,63                                       | 72,27       |           |
| 7     | Zhang Wenxiu           | Volksrepublik China | x          | 72,03      | 00x        | 68,03                                       | x                                           | x                                           | 72,03       |           |
| 8     | Irina Sekatschowa      | Ukraine             | 69,40      | 70,11      | 67,34      | 66,40                                       | 70,40                                       | x                                           | 70,40       |           |
|       |                        |                     |            |            |            |                                             |                                             |                                             |             |           |
| 9     | Candice Scott          | Trinidad und Tobago | 63,13      | 69,94 NR   | 68,51      | nicht im Finale der besten acht Werferinnen | nicht im Finale der besten acht Werferinnen | nicht im Finale der besten acht Werferinnen | 69,94       | NR        |
| 10    | Gu Yuan                | Volksrepublik China | 67,59      | 68,62      | 69,76      | nicht im Finale der besten acht Werferinnen | nicht im Finale der besten acht Werferinnen | nicht im Finale der besten acht Werferinnen | 69,76       |           |
| 11    | Andrea Bunjes          | Deutschland         | 68,40      | 61,78      | 68,22      | nicht im Finale der besten acht Werferinnen | nicht im Finale der besten acht Werferinnen | nicht im Finale der besten acht Werferinnen | 68,40       |           |
| 12    | Alexandra Papayeoryiou | Griechenland        | x          | 63,26      | 66,83      | nicht im Finale der besten acht Werferinnen | nicht im Finale der besten acht Werferinnen | nicht im Finale der besten acht Werferinnen | 66,83       |           |

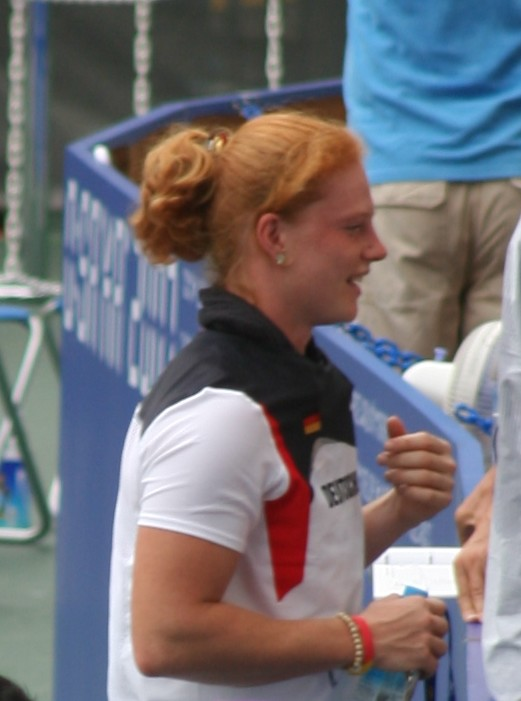
Überraschender vierter Platz
für Betty Heidler

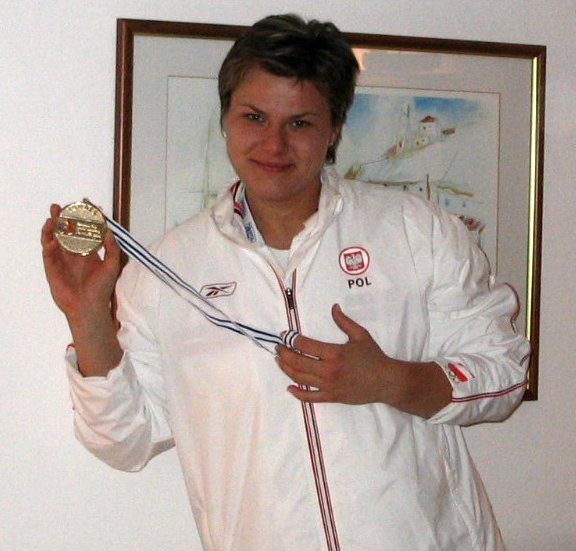
Die Olympiasiegerin von 2000 Kamila Skolimowska kam hier auf Platz fünf
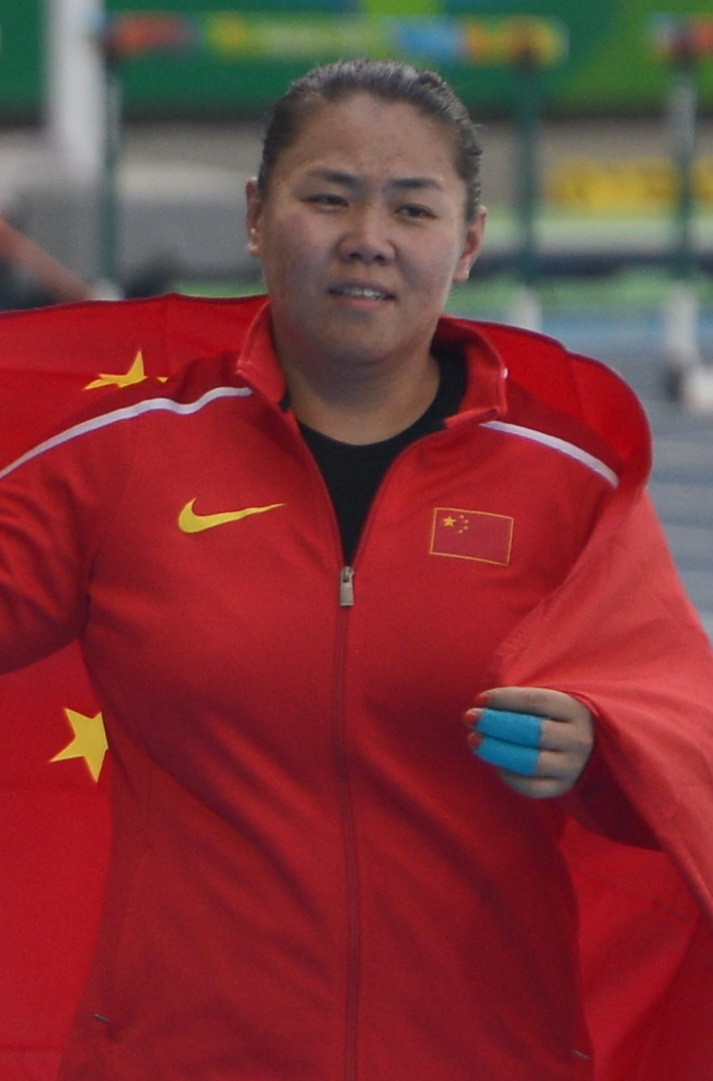
Zhang Wenxiu belegte Rang sieben

Für das Finale hatten sich zwölf Athletinnen qualifiziert, elf von ihnen über die Qualifikationsweite, eine weitere über ihre Platzierung. Vertreten waren zwei Chinesinnen, zwei Deutsche und zwei Kubanerinnen sowie je eine Teilnehmerin aus Griechenland, Russland, Weißrussland, Polen, Trinidad und Tobago und der Ukraine.
Für diesen Wettkampf gab es zwei Topfavoritinnen. Die Kubanerin Yipsi Moreno hatte die Weltmeisterschaften 2001 und 2003 gewonnen. Die Russin Olga Kusenkowa war jeweils Vizeweltmeisterin und im Jahr 2002 Europameisterin geworden. Weitere Athletinnen mit Medaillenchancen waren die französische WM-Dritte von 2003 Manuela Montebrun, die WM-Vierte und Asienmeisterin Gu Yuan sowie die Olympiasiegerin von 2000 Kamila Skolimowska. Von ihnen scheiterte Montebrun bereits in der Qualifikation.
Im Finale ging es im Kampf um den Olympiasieg und die Medaillen bis zum Schluss sehr eng zu. Wie sich schon in der Qualifikation angedeutet hatte, war das Niveau der noch jungen Disziplin sehr hoch. Kusenkowa kam in Runde eins mit 73,18 m nah an ihren olympischen Rekord aus der Qualifikation heran. Die Kubanerin Yunaika Crawford lag mit 70,98 m auf Platz zwei, Moreno hatte einen ungültigen Versuch. In Runde zwei gab es sechs Würfe über die 70-Meter-Marke. Kusenkowa verbesserte ihren Olympiarekord auf 74,27 m. Moreno gelangen 72,68 m, damit war sie Zweite. Die Chinesin Zhang Wenxiu lag mit 72,03 m knapp dahinter auf Rang drei vor Crawford mit 71,43 m.
Kusenkowa verbesserte sich auch mit ihrem nächsten Wurf, der bei 75,02 m landete. Crawford gelangen 73,16 m, womit sie wieder Zweite war. Auch dahinter verschob sich wieder alles. Die Deutsche Betty Heidler warf 72,73 m und lag damit auf Rang drei. Moreno hatte einen ungültigen Versuch und war Vierte vor Skolimowska mit 72,57 m und der Belarussin Wolha Zander, die sich auf 72,27 m verbesserte. Zhang fiel damit zurück auf Platz sieben. Für das Finale der besten Acht hatten sich genau die Athletinnen qualifiziert, die weiter als siebzig Meter geworfen hatten. In Runde vier gab es keine Veränderungen. Im fünften Durchgang gelangen Moreno 73,36 m, damit verbesserte sich die Mitfavoritin auf den zweiten Platz und verdrängte die bis dahin vor ihr liegenden Crawford und Heidler um jeweils einen Rang nach hinten.
Damit war die Entscheidung gefallen, im letzten Durchgang gab es keine Verschiebungen mehr. Olga Kusenkowa war Olympiasiegerin und stellte mit 75,02 m einen neuen olympischen Rekord auf. Yipsi Moreno gewann Silber, ihre Landsfrau Yunaika Crawford Bronze. Betty Heidler belegte mit neuem deutschen Rekord einen überraschenden vierten Platz vor Kamila Skolimowska und Wolha Zander. Siebte wurde Zhang Wenxiu, Achte die Ukrainerin Irina Sekatschowa.
Zwischen Platz eins und sieben lagen nur knapp drei Meter, die Zweite trennte nicht einmal ein Meter von der Fünften. Die Olympiasiegerin von 2000 Kamila Skolimowska hatte ihre Weite von vor vier Jahren um knapp eineinhalb Meter gesteigert und musste sich dennoch mit Rang fünf zufriedengeben.

## Videolinks
- Hammer Throw Womens Final Athens Olympics 2004, youtube.com, abgerufen am 16. Mai 2018
- Alexandra Papageorgiou Olympic Games Athens 2004, youtube.com, abgerufen am 28. Februar 2022